# أختر حسين
أختر حسين (بالإنجليزية: Akhtar Hussain)‏ هو مغني هندي، (و. 1896  م).